# West Jordan
West Jordan és una població dels Estats Units a l'estat de Utah. El 2008 tenia 104.447 habitants.

## Demografia
Segons el cens del 2000, West Jordan tenia 68.336 habitants, 18.897 habitatges, i 16.232 famílies. La densitat de població era de 853,9 habitants per km².
Dels 18.897 habitatges en un 57,3% hi vivien nens de menys de 18 anys, en un 72% hi vivien parelles casades, en un 10% dones solteres, i en un 14,1% no eren unitats familiars. En el 10,2% dels habitatges hi vivien persones soles el 2% de les quals corresponia a persones de 65 anys o més que vivien soles. El nombre mitjà de persones vivint en cada habitatge era de 3,6 i el nombre mitjà de persones que vivien en cada família era de 3,87.
Per edats la població es repartia de la següent manera: un 37,8% tenia menys de 18 anys, un 12,2% entre 18 i 24, un 32,1% entre 25 i 44, un 14,8% de 45 a 60 i un 3,2% 65 anys o més.
L'edat mediana era de 25 anys. Per cada 100 dones de 18 o més anys hi havia 98,8 homes.
La renda mediana per habitatge era de 55.794 $ i la renda mediana per família de 57.818 $. Els homes tenien una renda mediana de 38.141 $ mentre que les dones 26.391 $. La renda per capita de la població era de 17.221 $. Entorn del 4,1% de les famílies i el 5,2% de la població estaven per davall del llindar de pobresa.

## Poblacions més properes
El següent diagrama mostra les poblacions més properes.